# Таланчук Олена Михайлівна
Олена Михайлівна Таланчук (31 серпня 1943, Кіров, СРСР — †29 листопада 2003, Київ, Україна) — українська дослідниця, фольклорист, етнограф та літературознавець, доктор філологічних наук, професор.

## Життєвий шлях
Народилася Олена Михайлівна у місті м. Кіров, Російської Федерації. Вищу освіту отримала у 1967 році на філологічному факультеті на відділенні російської мови і літератури Київського університету.
З 1970 працює в Київському університеті старшим лаборантом, викладачем кафедри російської мови. З 1977 року — асистент, доцент кафедри теорії літератури і літератури народів СРСР, доцент кафедри історії російської літератури.
З 1992 року на посаді доцента, згодом професора, створеної кафедри фольклористики. У 1992 заснувала і керувала до 2001 року відділом фольклору та етнології в Науково-дослідному інституту українознавства. Багато зробила для організації наукової роботи в ньому.
У 2002 році нагороджена почесною грамотою ВР України.

## Наукова та творча діяльність
Наукова тематика робіт присвячена проблемам поетики різних жанрів фольклору, міфологічній антропології, українській космогонії, історії, образам-символам у ритуальній традиції та сучасним тенденціям розвитку української фольклористики, взаємозв'язкам літератури і фольклору тощо.
Була членом Вченої ради філологічного факультету (1992–2002), спеціаліст вченої ради із захисту докторських дисертацій Інституту філології (1999–2003).
У творчий доробок Олени Таланчук входять окремі видання, статті у науковій періодиці, всього понад 85 наукових праць. Її монографія «Українська народна космогонія. Специфіка міфопоетичного мислення» (1998) та словник «Сто образів української міфології» (1998, у співавторстві) отримали відгуки у багатьох періодичних виданнях. Посібник «Українознавство. Усна народна творчість» (1998) був визнаний одним із найкращих у конкурсі програми Фонду «Відродження».
Була упорядником 10 видань, зокрема хрестоматії з українського фольклору «Героїчний епос українського народу» (1993) та кн. 1 т. 4 «Історії української літератури» М.Грушевського (1994), а також творчої спадщини Олени Пчілки і збірок творів для дітей. За підготовку найповнішого видання вибраних творів Олени Пчілки для дітей «Годі, діточки, вам спать!» відзначена у 1992 році премією м. Олени Пчілки в галузі літератури для дітей.
В Інституті українознавства взяла участь у виданні хрестоматії з українознавства, упорядкувала та видала для шкільної бібліотеки «Збірник українських народних дум та історичних пісень», написала розділ у колективній праці «Українська література в системі українознавства» (К., 2004 р.)

## Основні праці
- Героїчний епос українського народу: Хрестоматія [Архівовано 30 вересня 2019 у Wayback Machine.]. Навч. посіб. Упоряд. та прим. О. М. Таланчук, Ф. С. Кислого. — К.: Либідь, 1993. — 432 с.
- Таланчук О. М. Українські чари [Архівовано 30 вересня 2019 у Wayback Machine.] — К. : Либідь, 1994. — 96 с.
- Таланчук О. М. Українознавство. Усна народна творчість: Навч. посібник / О. М. Таланчук. — К. : Либідь, 1998. — 248 с. — ISBN 966-06-0018-6
- Таланчук О. М. Українська народна космогонія: специфіка міфопоетичного мислення / О. М. Таланчук. — К. : Б-ка українця, 1998. — 309 с.
- 100 найвідоміших образів української міфології [Архівовано 30 вересня 2019 у Wayback Machine.] / під заг. ред. О. Таланчук, Ю. Бедрика.. — К. : Автограф, 2007. — 460 с.